# Croix de consécration

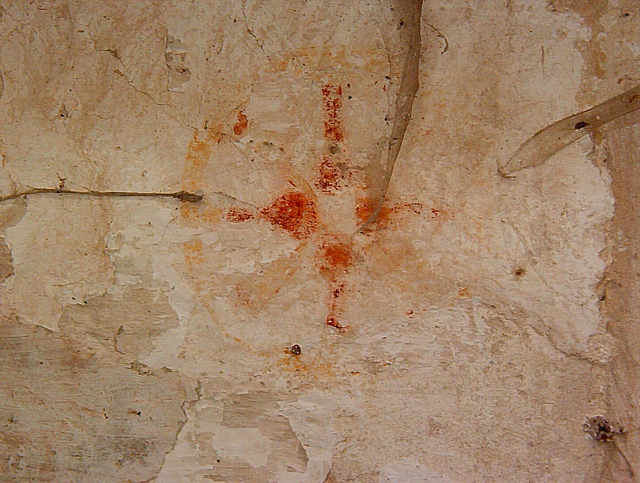
Croix de consécration peinte (église de Dugny-sur-Meuse, Meuse).

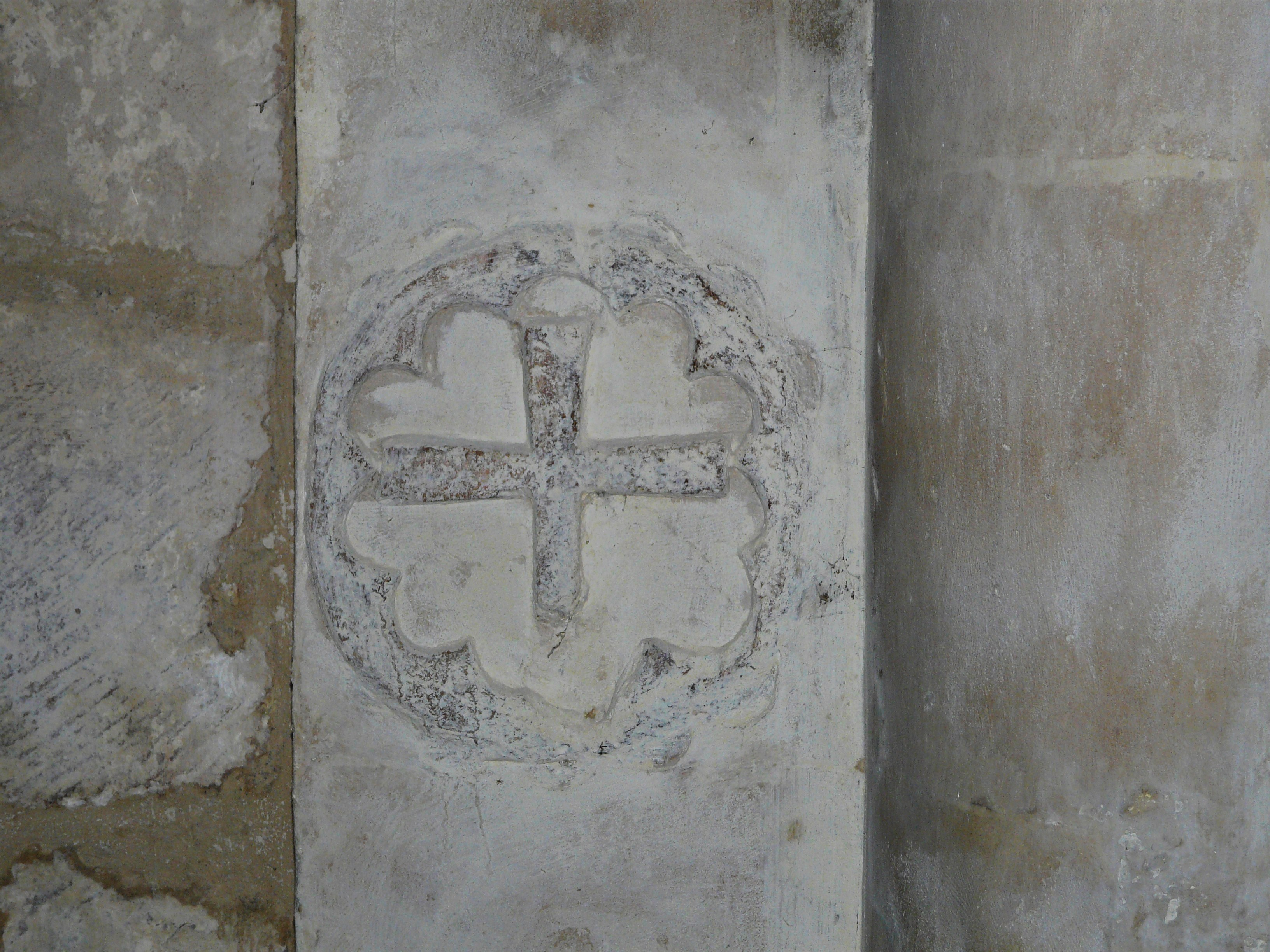
Croix de consécration (église Saint-Timothée de Paussac-et-Saint-Vivien, Dordogne).

Dans la religion catholique, on appelle croix de consécration chacune des figures en forme de croix qui sont disposées dans une église lors de la cérémonie de consécration.
Les croix de consécration sont ordinairement au nombre de douze (symbole des douze Apôtres) sur les murs internes ou piliers de l'édifice, parfois sur les murailles extérieures. Elles peuvent être également tracées sur le sol ou sur la table de l'autel (cinq croix aux quatre angles et au milieu, représentant les cinq Plaies du Christ).
Ces croix peuvent être peintes, appliquées, gravées (généralement dans un quatre-feuilles simple ou orné) ou sculptées sur leurs supports (murs, piliers, colonnes). Elles n'ont pour but que de garder le souvenir de la cérémonie. C'est généralement à l'évêque du lieu que revient le rôle de donner l'onction du saint chrême et de l'huile des catéchumènes à chacune des douze croix lors de la consécration de l'église. Sous chaque croix est habituellement fixé en applique un chandelier de consécration. Lors de la fête annuelle de la dédicace, le prêtre officiant encense ces croix et allume le chandelier.
En Angleterre ou en Normandie, il existe des églises, telle la cathédrale de Salisbury, qui ont ces croix sur leurs murailles extérieures. Elles peuvent être portées par des figures d'apôtres peintes, comme dans l'église Saint-Hubert de Waville ou la Sainte-Chapelle de Paris.

## Galerie

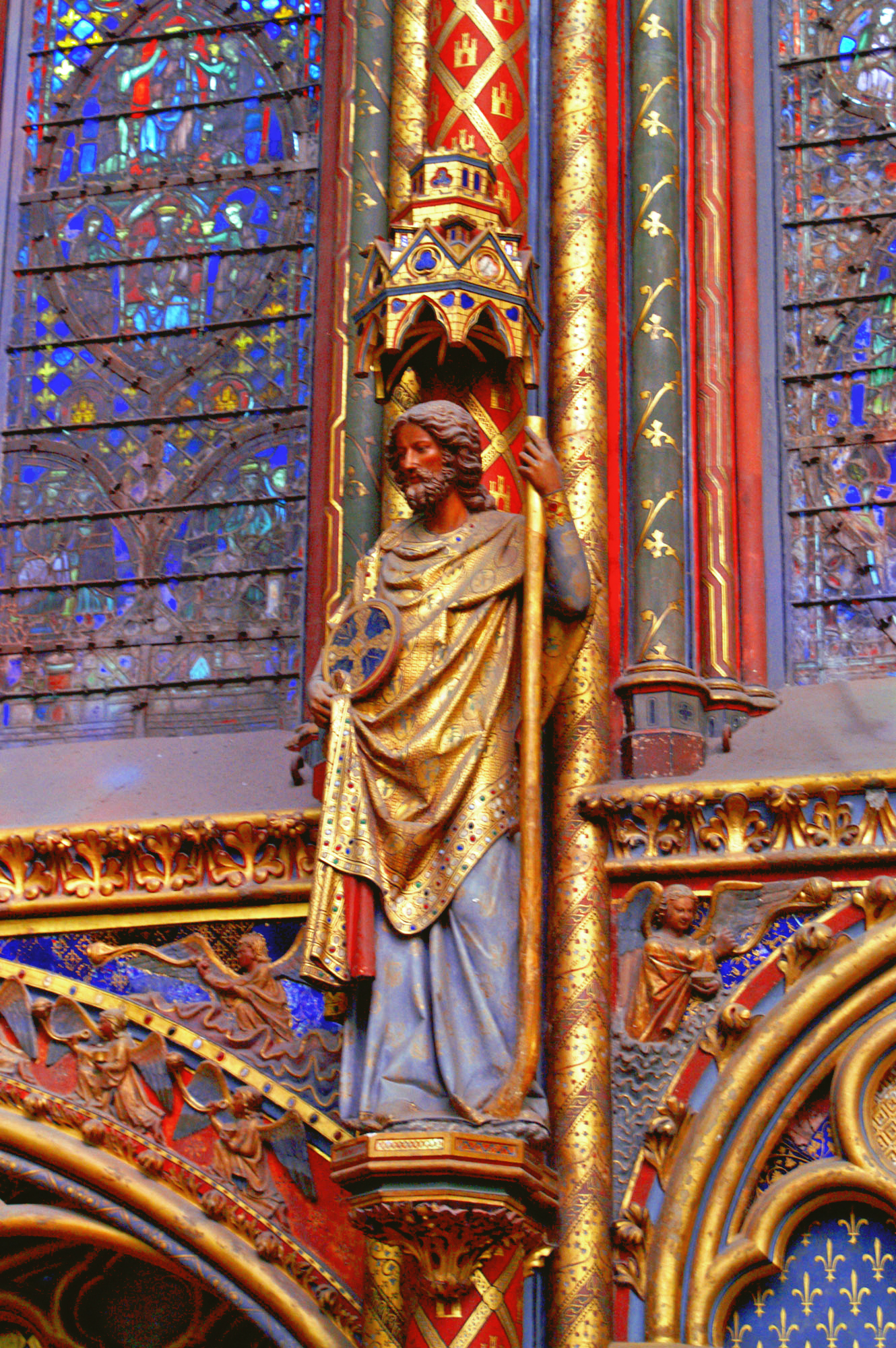
Apôtre portant une croix de consécration, Sainte-Chapelle.
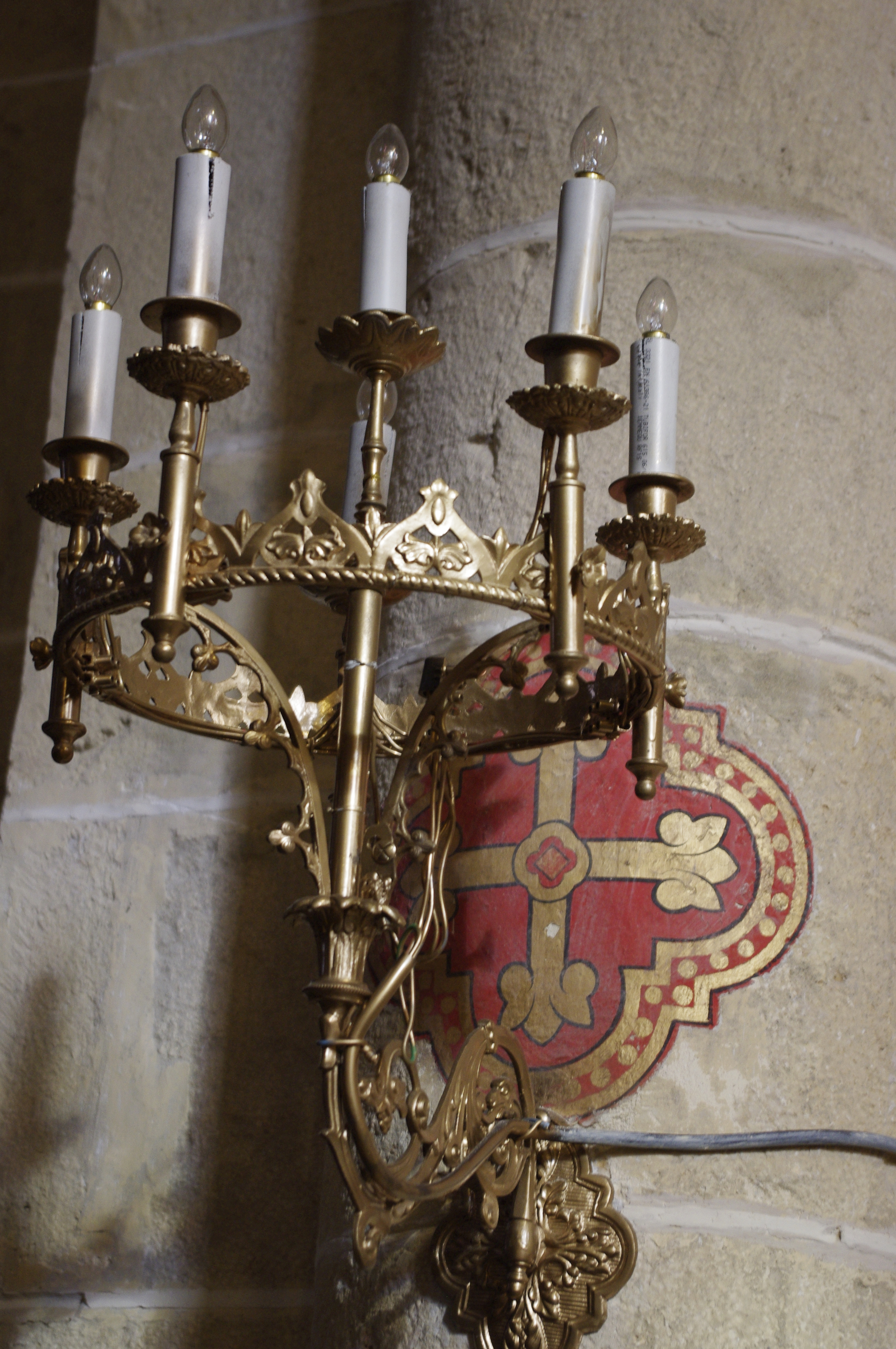
Croix et chandelier de consécration à l'abbaye Saint-Jean de Sorde.
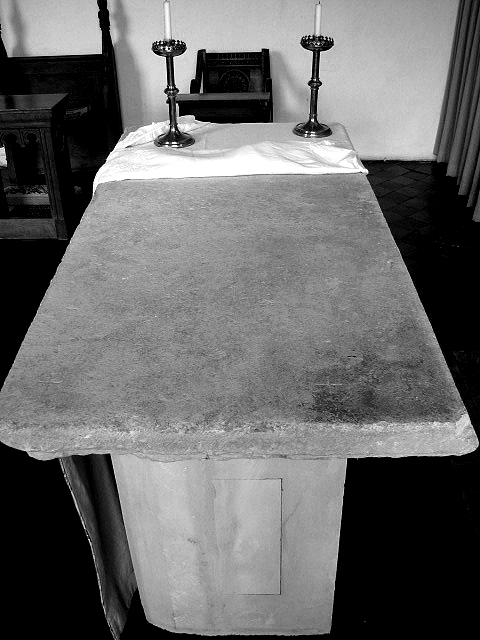
Croix de consécration sur la pierre d'un autel.
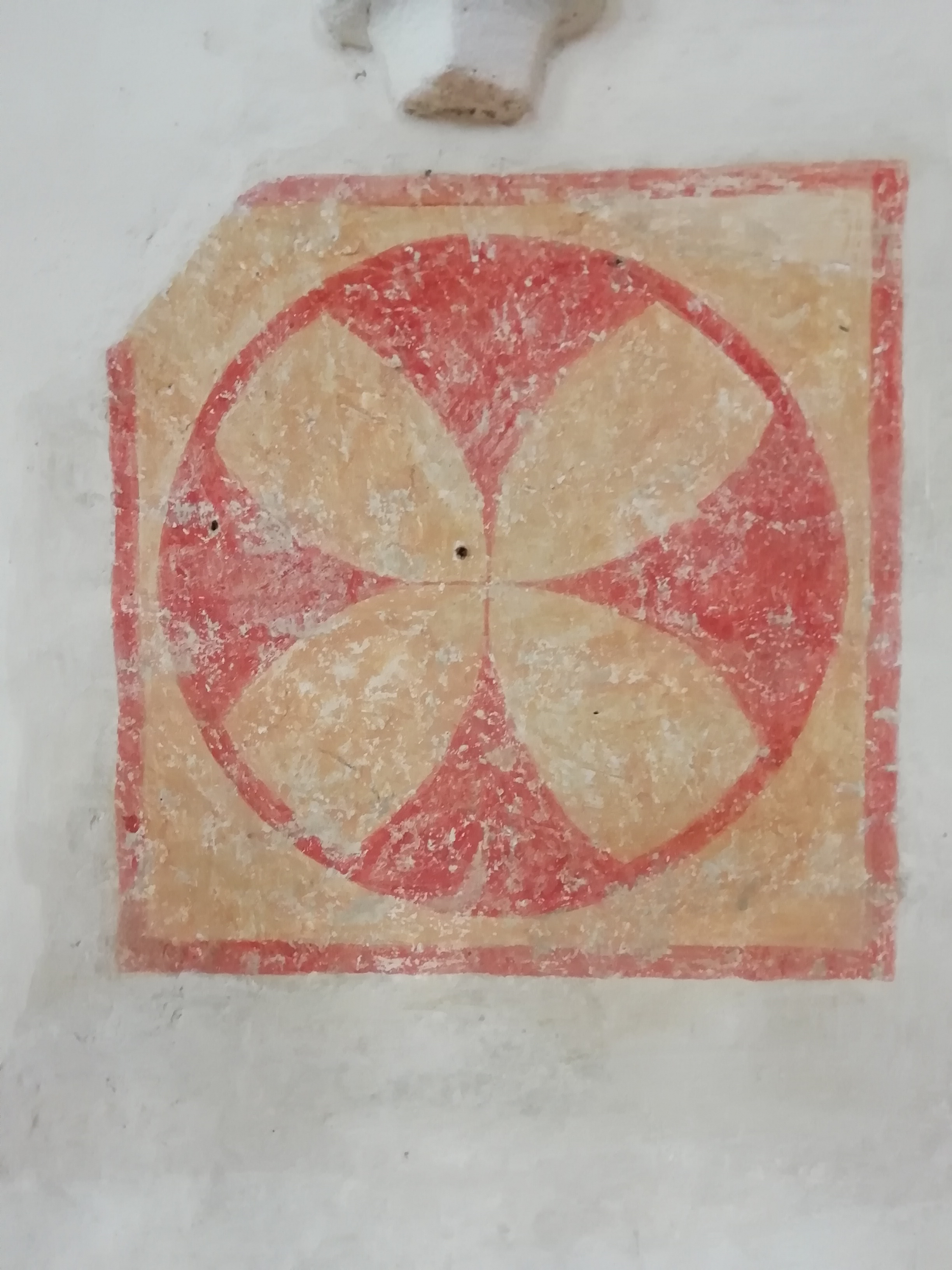
Croix de consécration dans la chapelle Notre-Dame de Quilinen.
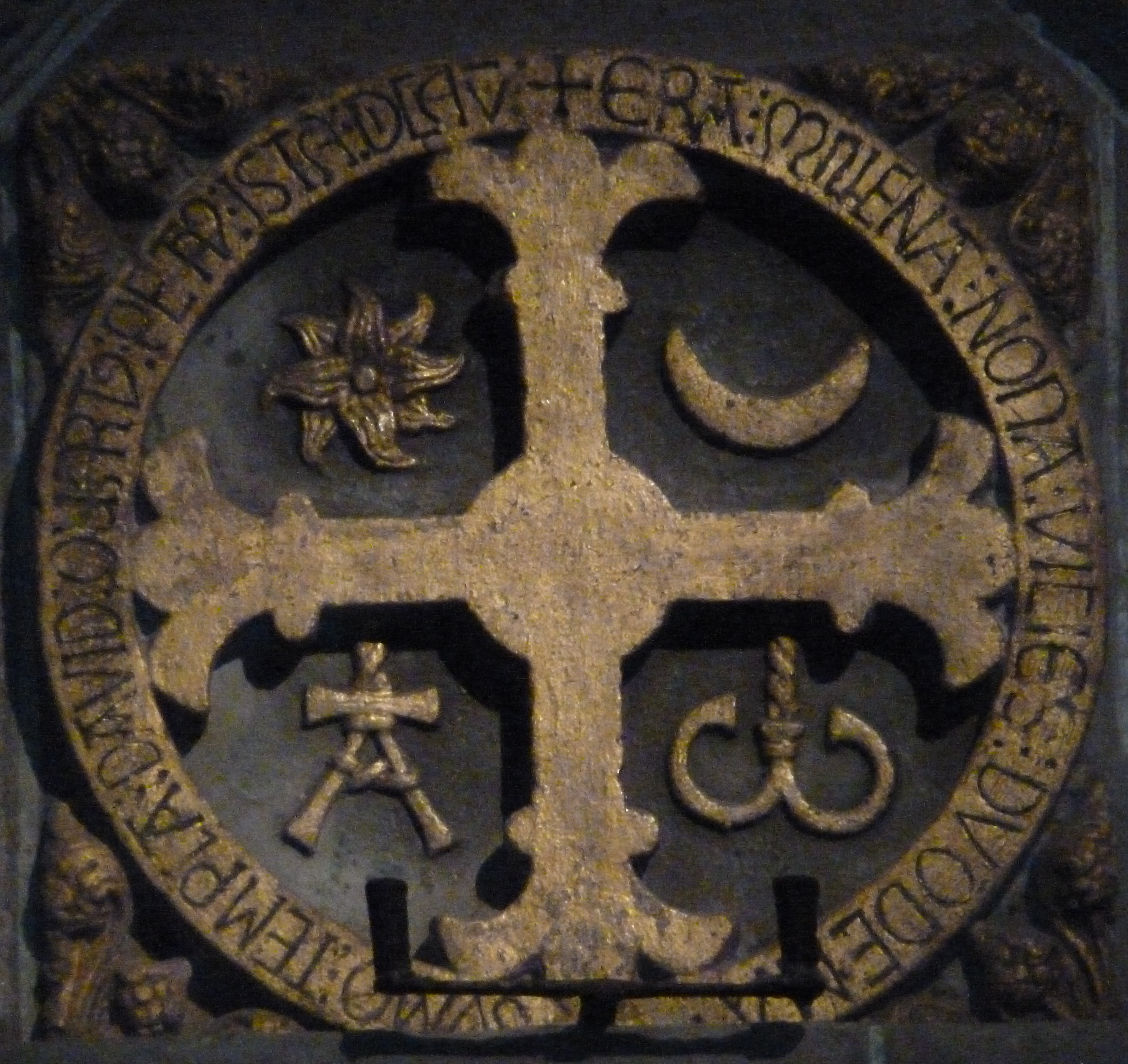
Croix fleuronnée de 1211, avec le soleil et la lune (puisque dans la ville céleste il n'y aura ni jour ni nuit), cathédrale de Saint-Jacques-de-Compostelle.